# Autoroute A 65
Die Autoroute A 65, auch als Autoroute de Gascogne bezeichnet, ist eine französische Autobahn, die im Jahr 2007 von der Regierung konzessioniert wurde. Baubeginn war im Jahr 2008, die Eröffnung der kompletten Autobahn fand am 16. Dezember 2010 statt. Die Autobahn beginnt in Langon und endet in Pau. Die ursprüngliche geplante Verlängerung zwischen Pau und Oloron ist aufgegeben worden. Insgesamt hat die Autobahn eine Länge von 150 km.

## Projektumsetzung
Die Autobahn A 65 wurde vollständig durch den Konzessionär finanziert, ohne auf öffentliche Mittel zurückzugreifen. Veranschlagt sind inzwischen Kosten von 1,2 Mrd. EUR. Das Bauprojekt umfasst eine Gesamtfläche von 1490 ha und beinhaltet 160 Kunstbauten, davon 15 Viadukte. 
Wegen seiner Auswirkungen auf die Umwelt war das Projekt umstritten. Im Béarn mussten Berge durchschnitten werden und im Département Landes werden Feuchtgebiete durchquert, wo geschützte Arten leben, wie etwa Nerze oder der Dohlenkrebs. 

## Großstädte an der Autobahn
- Pau